# Puchar Australii i Oceanii w narciarstwie dowolnym 2015
Puchar Australii i Oceanii w narciarstwie dowolnym 2015 rozpoczął się 25 lipca 2015 w nowozelandzkiej Cardronie, a zakończył się 5 września 2015 w australijskim Mount Buller.
Puchar Australii i Oceanii został rozegrany w 2 krajach i 4 miastach.

## Konkurencje
- MO = jazda po muldach
- DM = jazda po muldach podwójnych
- SX = skicross
- HP = Halfpipe
- SS = Slopestyle

## Kalendarz i wyniki ANC

### Mężczyźni
| Lp | Data            | Miejscowość  | Konkurencja | 1. miejsce       | 2. miejsce            | 3. miejsce           |
| -- | --------------- | ------------ | ----------- | ---------------- | --------------------- | -------------------- |
| 1. | 25 lipca 2015   | Cardrona     | SS          | Beau-James Wells | Jackson Wells         | Finn Bilous          |
| 2. | 26 lipca 2015   | Cardrona     | HP          | Beau-James Wells | Nico Porteous         | Finn Bilous          |
| 3. | 2 sierpnia 2015 | Hotham       | SX          | Anton Grimus     | William Payne         | Douglas Crawford     |
| 4. | 1 września 2015 | Hotham       | SX          | Anton Grimus     | Christopher Del Bosco | Brady Leman          |
| 5. | 1 września 2015 | Perisher     | MO          | Mikaël Kingsbury | Pascal-Olivier Gagné  | Philippe Marquis     |
| 6. | 2 września 2015 | Perisher     | MO          | Mikaël Kingsbury | Benjamin Cavet        | Rohan Chapman-Davies |
| 7. | 5 września 2015 | Mount Buller | DM          | Benjamin Cavet   | Mikaël Kingsbury      | Brodie Summers       |

### Kobiety
| Lp | Data            | Miejscowość  | Konkurencja | 1. miejsce       | 2. miejsce       | 3. miejsce      |
| -- | --------------- | ------------ | ----------- | ---------------- | ---------------- | --------------- |
| 1. | 25 lipca 2015   | Cardrona     | SS          | Keri Herman      | Adie Lawrence    | Natasha Drury   |
| 2. | 26 lipca 2015   | Cardrona     | HP          | Keri Herman      | Isabelle Hanssen | Britt Hawes     |
| 4. | 2 sierpnia 2015 | Hotham       | SX          | Katya Crema      | Kathryn Parker   | Lilly Speiser   |
| 4. | 1 września 2015 | Hotham       | SX          | Sami Kennedy-Sim | Kelsey Serwa     | Brittany Phelan |
| 5. | 1 września 2015 | Perisher     | MO          | Britteny Cox     | Perrine Laffont  | Junko Hoshino   |
| 6. | 2 września 2015 | Perisher     | MO          | Junko Hoshino    | Britteny Cox     | Perrine Laffont |
| 7. | 5 września 2015 | Mount Buller | DM          | Britteny Cox     | Perrine Laffont  | Jakara Anthony  |

## Klasyfikacje

### Mężczyźni
| Lp. | Zawodnik               | Punkty |
| --- | ---------------------- | ------ |
| 1.  | Mikaël Kingsbury       | 280    |
| 2.  | Benjamin Cavet         | 230    |
| 3.  | Philippe Marquis       | 155    |
| 4.  | Pascal-Olivier Gagné   | 149    |
| 5.  | Rohan Chapman-Davies   | 128    |
| 6.  | Brodie Summers         | 120    |
| 7.  | Choi Jae-woo           | 85     |
| 8.  | Brenden Kelly          | 81     |
| 9.  | David Graham           | 78     |
| 10. | Cooper Woods-Topalovic | 68     |

| Lp. | Zawodnik              | Punkty |
| --- | --------------------- | ------ |
| 1.  | Anton Grimus          | 200    |
| 2.  | William Payne         | 109    |
| 3.  | Douglas Crawford      | 92     |
| 4.  | Christopher Del Bosco | 80     |
| 5.  | Timothy Easdale       | 76     |
| 6.  | Brady Leman           | 60     |
| 7.  | Louis-Pierre Hélie    | 50     |
| 7.  | Max Hill              | 50     |
| 7.  | Daniel Rogers         | 50     |
| 10. | Lee Rolls             | 48     |

| Lp. | Zawodnik         | Punkty |
| --- | ---------------- | ------ |
| 1.  | Beau-James Wells | 100    |
| 2.  | Nico Porteous    | 80     |
| 3.  | Finn Bilous      | 60     |
| 4.  | Ryan Stevenson   | 50     |
| 5.  | Peter Raich      | 45     |
| 6.  | Ryan Murphy      | 40     |
| 7.  | Zachary Kremer   | 36     |
| DNS | Felix Klein      | 0      |
| –   | –                | –      |
| –   | –                | –      |

| Lp. | Zawodnik            | Punkty |
| --- | ------------------- | ------ |
| 1.  | Beau-James Wells    | 100    |
| 2.  | Jackson Wells       | 80     |
| 3.  | Finn Bilous         | 60     |
| 4.  | Nico Porteous       | 50     |
| 5.  | Alec Savery         | 45     |
| 6.  | Tom McGaw           | 40     |
| 7.  | Ryan Stevenson      | 36     |
| 8.  | Peter Raich         | 32     |
| 9.  | Jacob Tapper-Norris | 29     |
| 10. | Felix Klein         | 26     |

### Kobiety
| Lp. | Zawodniczka     | Punkty |
| --- | --------------- | ------ |
| 1.  | Britteny Cox    | 280    |
| 2.  | Perrine Laffont | 220    |
| 3.  | Junko Hoshino   | 160    |
| 4.  | Jakara Anthony  | 110    |
| 5.  | Claudia Gueli   | 86     |
| 6.  | Sophie Ash      | 85     |
| 6.  | Seo Jee-won     | 85     |
| 8.  | Georgia Stewart | 82     |
| 9.  | Madi Himbury    | 81     |
| 10. | Krystle Yin     | 71     |

| Lp. | Zawodniczka             | Punkty |
| --- | ----------------------- | ------ |
| 1.  | Lilly Speiser           | 105    |
| 2.  | Katya Crema             | 100    |
| 2.  | Sami Kennedy-Sim        | 100    |
| 2.  | Zali Offord             | 100    |
| 5.  | Kathryn Parker          | 80     |
| 5.  | Kelsey Serwa            | 80     |
| 7.  | Yolanda Fulton-Richmond | 72     |
| 7.  | Sarah Lambert           | 72     |
| 9.  | Brittany Phelan         | 60     |
| 10. | Rouchelle Gilmore       | 52     |

| Lp. | Zawodniczka      | Punkty |
| --- | ---------------- | ------ |
| 1.  | Keri Herman      | 100    |
| 2.  | Isabelle Hanssen | 80     |
| 3.  | Britt Hawes      | 60     |
| 4.  | Maggie Little    | 50     |
| 5.  | Natasha Drury    | 45     |
| –   | –                | –      |
| –   | –                | –      |
| –   | –                | –      |
| –   | –                | –      |
| –   | –                | –      |

| Lp. | Zawodniczka   | Punkty |
| --- | ------------- | ------ |
| 1.  | Keri Herman   | 100    |
| 2.  | Adie Lawrence | 80     |
| 3.  | Natasha Drury | 60     |
| 4.  | Maggie Little | 50     |
| 5.  | Britt Hawes   | 45     |
| –   | –             | –      |
| –   | –             | –      |
| –   | –             | –      |
| –   | –             | –      |
| –   | –             | –      |